# Ararat Rural City
Koordinaten: 37° 17′ S, 142° 55′ O

Die Rural City of Ararat ist ein lokales Verwaltungsgebiet (LGA) im australischen Bundesstaat Victoria. Das Gebiet ist 4211,1 km² groß und hat etwa 11.600 Einwohner.
Die Landgemeinde Ararat liegt etwa 200 km westlich der Hauptstadt Melbourne und schließt folgende Ortschaften ein: Pomonal, Armstrong, Elmhurst, Moyston, Ararat, Warrak, Buangor, Maroona, Rossbridge, Willaura, Wickliffe, Lake Bolac, Estmere und Streatham. Der Sitz des Rural City Councils befindet sich in der Ortschaft Ararat im Norden, die etwa 7000 Einwohner hat.
Das Gebiet um den Mount Ararat, der nach dem biblischen Berg Ararat benannt ist, ist eine hügelige, landwirtschaftlich geprägte Region. Das Land dient als Weideland, vor allem für die Schafzucht. Außerdem liegt es am Ostrand der Weinregion der Grampians.
Bei Buangor in den Challicum Hills befindet sich eine große Wind farm, die bei Fertigstellung 2003 der größte Windpark Australiens war.
Touristisch interessant ist die Stadt Ararat, die 1857 nach Goldfunden in dem Gebiet entstand, und dort besonders das J Ward, das das ehemalige Bezirksgefängnis und Irrenhaus war, sowie der Lake Bolac für Wassersportler und Angler.

## Verwaltung
Der Ararat Rural City Council hat sieben Mitglieder, die von den Bewohnern der LGA gewählt werden. Ararat ist nicht in Wahlbezirke untergliedert. Aus dem Kreis der Councillor rekrutiert sich auch der Mayor (Bürgermeister) des Councils.